# Luc Van Lierde
Luc Van Lierde (Brujas, 14 de abril de 1969) es un deportista belga que compitió en triatlón.
Ganó una medalla de plata en el Campeonato Mundial de Triatlón de 1996 y dos medallas en el Campeonato Europeo de Triatlón, oro en 1996 y plata en 1995. Además, obtuvo cuatro medallas en el Campeonato Mundial de Triatlón de Larga Distancia entre los años 1995 y 1998.
En Ironman consiguió tres medallas en el Campeonato Mundial entre los años 1996 y 1999.

## Palmarés internacional
| Campeonato Mundial | Campeonato Mundial         | Campeonato Mundial | Campeonato Mundial |
| Año                | Lugar                      | Medalla            | Prueba             |
| ------------------ | -------------------------- | ------------------ | ------------------ |
| 1996               | Cleveland (Estados Unidos) | Medalla de plata   | Individual         |
| Campeonato Europeo |                            |                    |                    |
| Año                | Lugar                      | Medalla            | Prueba             |
| 1995               | Estocolmo (Suecia)         | Medalla de plata   | Individual         |
| 1996               | Szombathely (Hungría)      | Medalla de oro     | Individual         |

| Campeonato Mundial | Campeonato Mundial      | Campeonato Mundial | Campeonato Mundial |
| Año                | Lugar                   | Medalla            | Prueba             |
| ------------------ | ----------------------- | ------------------ | ------------------ |
| 1995               | Niza (Francia)          | Medalla de plata   | Individual         |
| 1996               | Muncie (Estados Unidos) | Medalla de plata   | Individual         |
| 1997               | Niza (Francia)          | Medalla de oro     | Individual         |
| 1998               | Sado (Japón)            | Medalla de oro     | Individual         |

| Campeonato Mundial | Campeonato Mundial     | Campeonato Mundial | Campeonato Mundial |
| Año                | Lugar                  | Medalla            | Prueba             |
| ------------------ | ---------------------- | ------------------ | ------------------ |
| 1996               | Hawái (Estados Unidos) | Medalla de oro     | Individual         |
| 1998               | Hawái (Estados Unidos) | Medalla de plata   | Individual         |
| 1999               | Hawái (Estados Unidos) | Medalla de oro     | Individual         |